# Tramway de Longwy

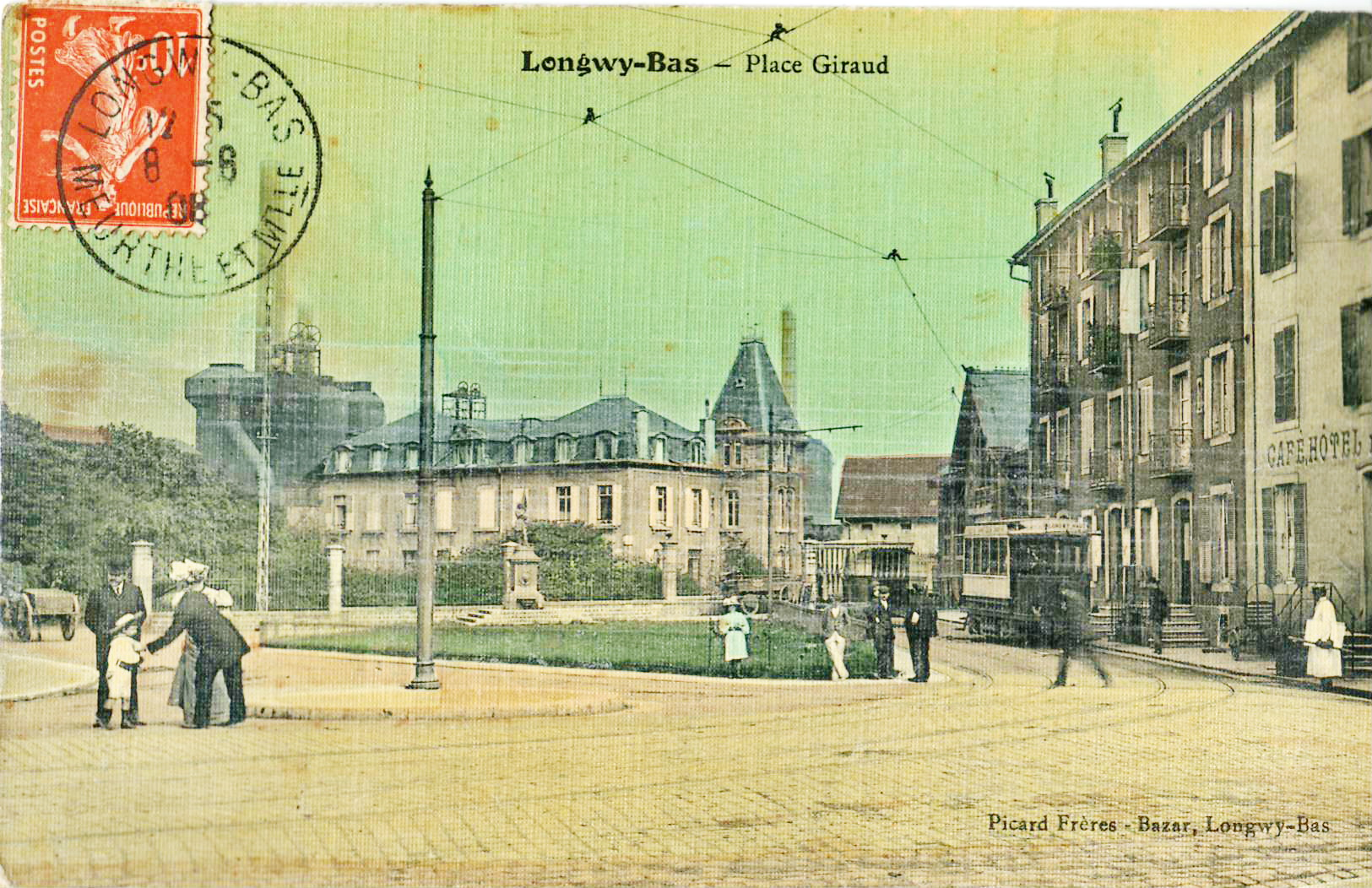
Tramways, Place Giraud (Longwy-bas)

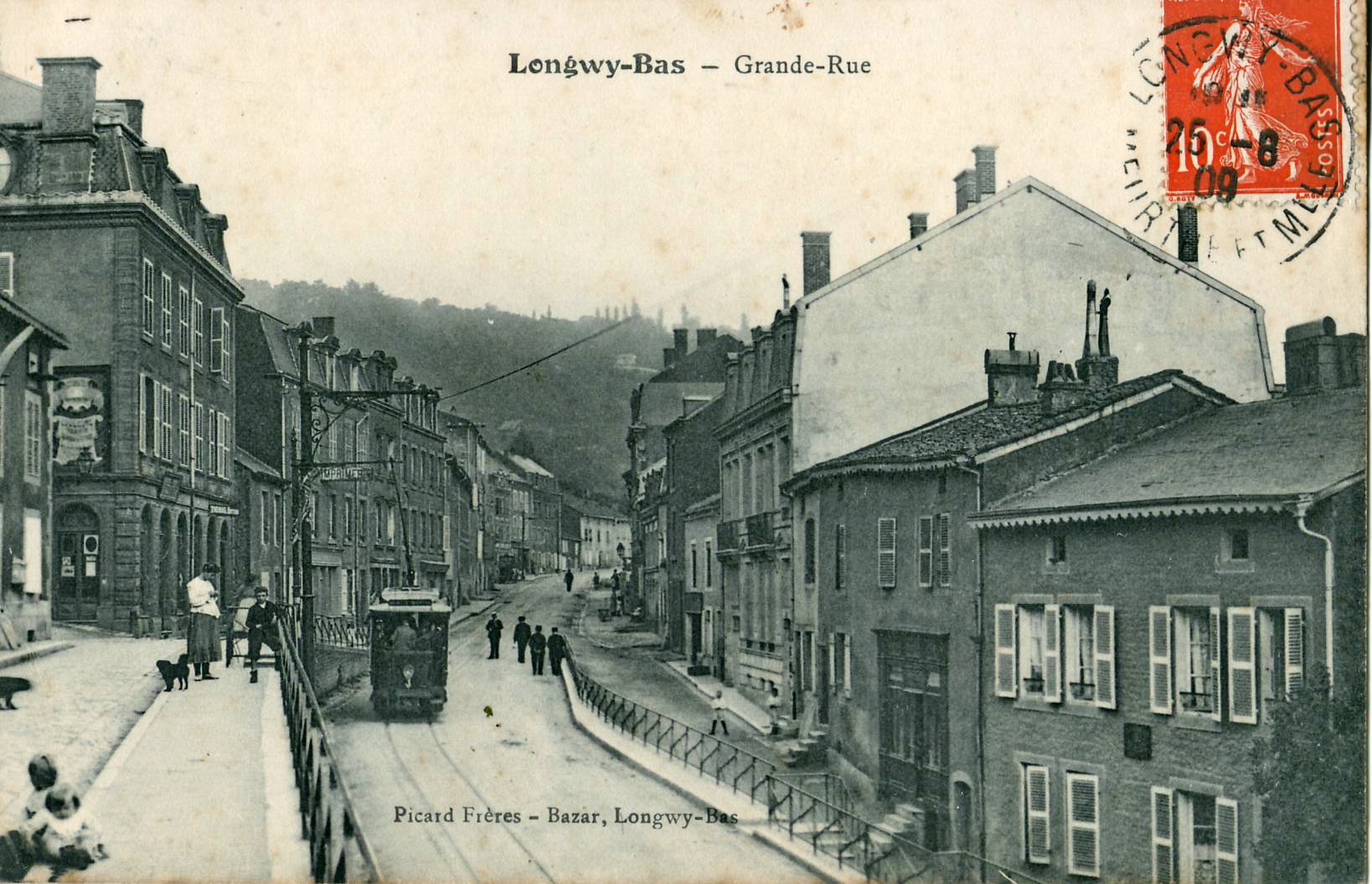
La Grande Rue, à Longwy-Bas

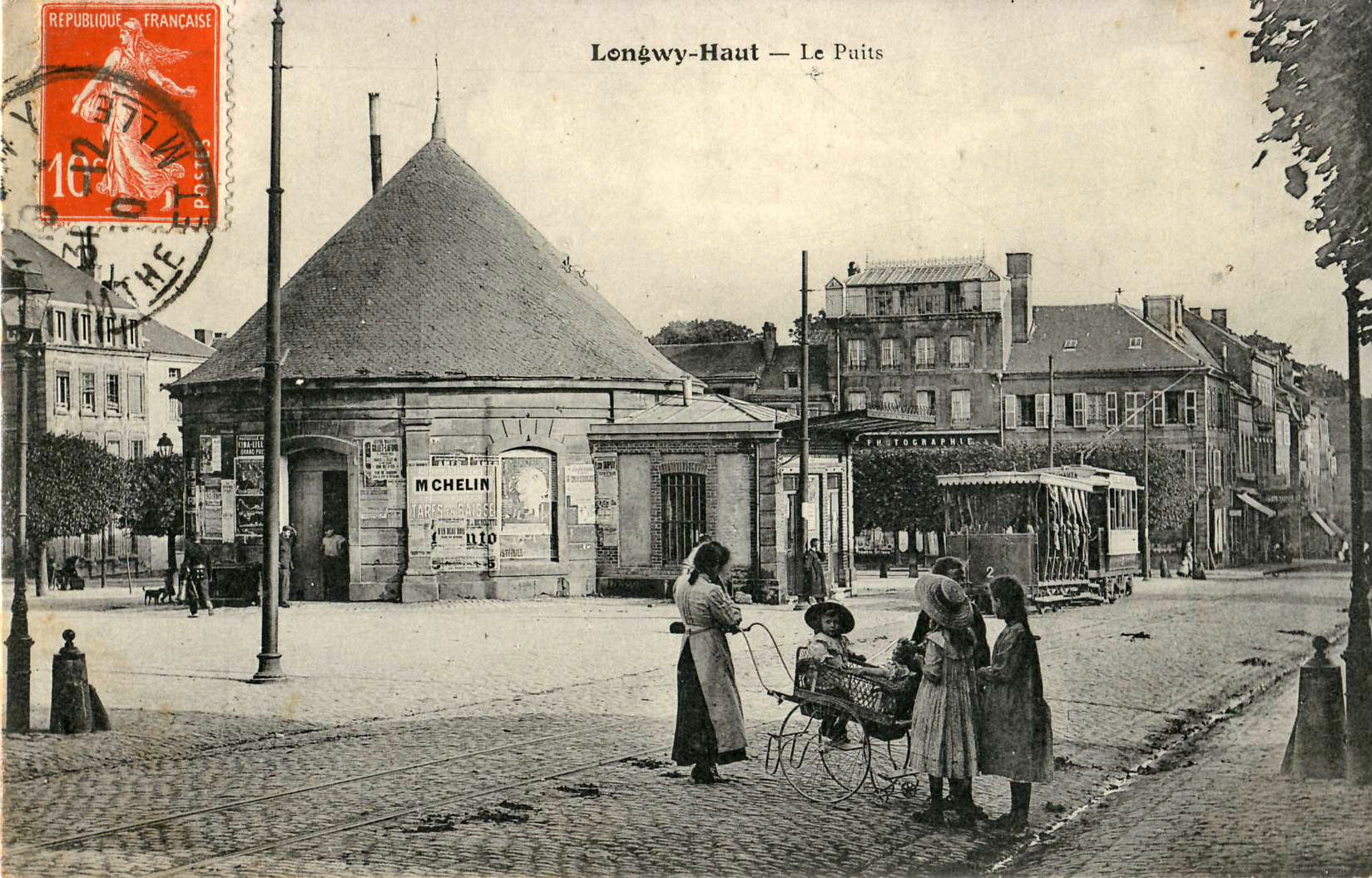
Motrice et remorque devant le Puits, à Longwy-Haut

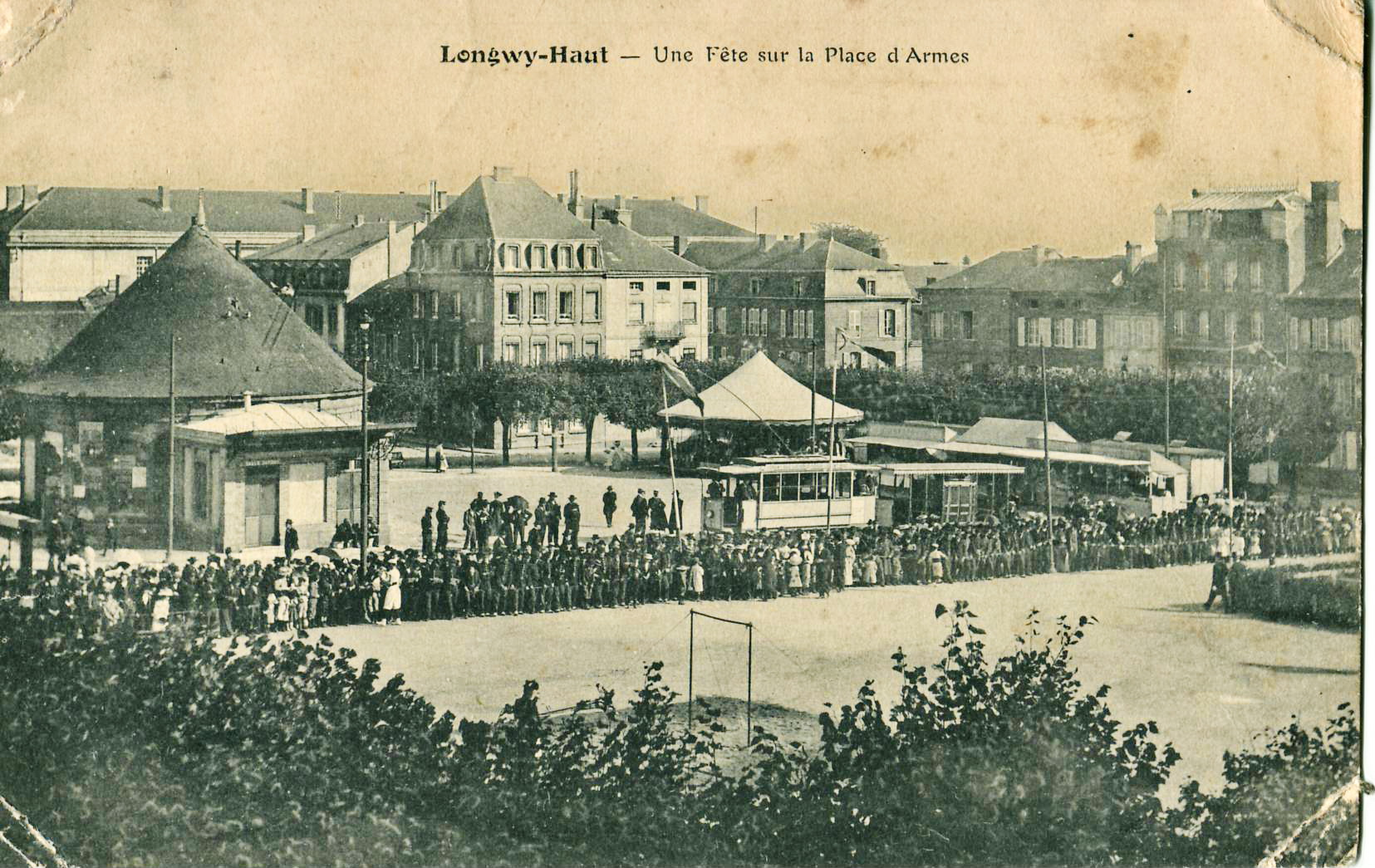
Tramway sur la Place d'Armes, un jour de fête à Longwy-Haut

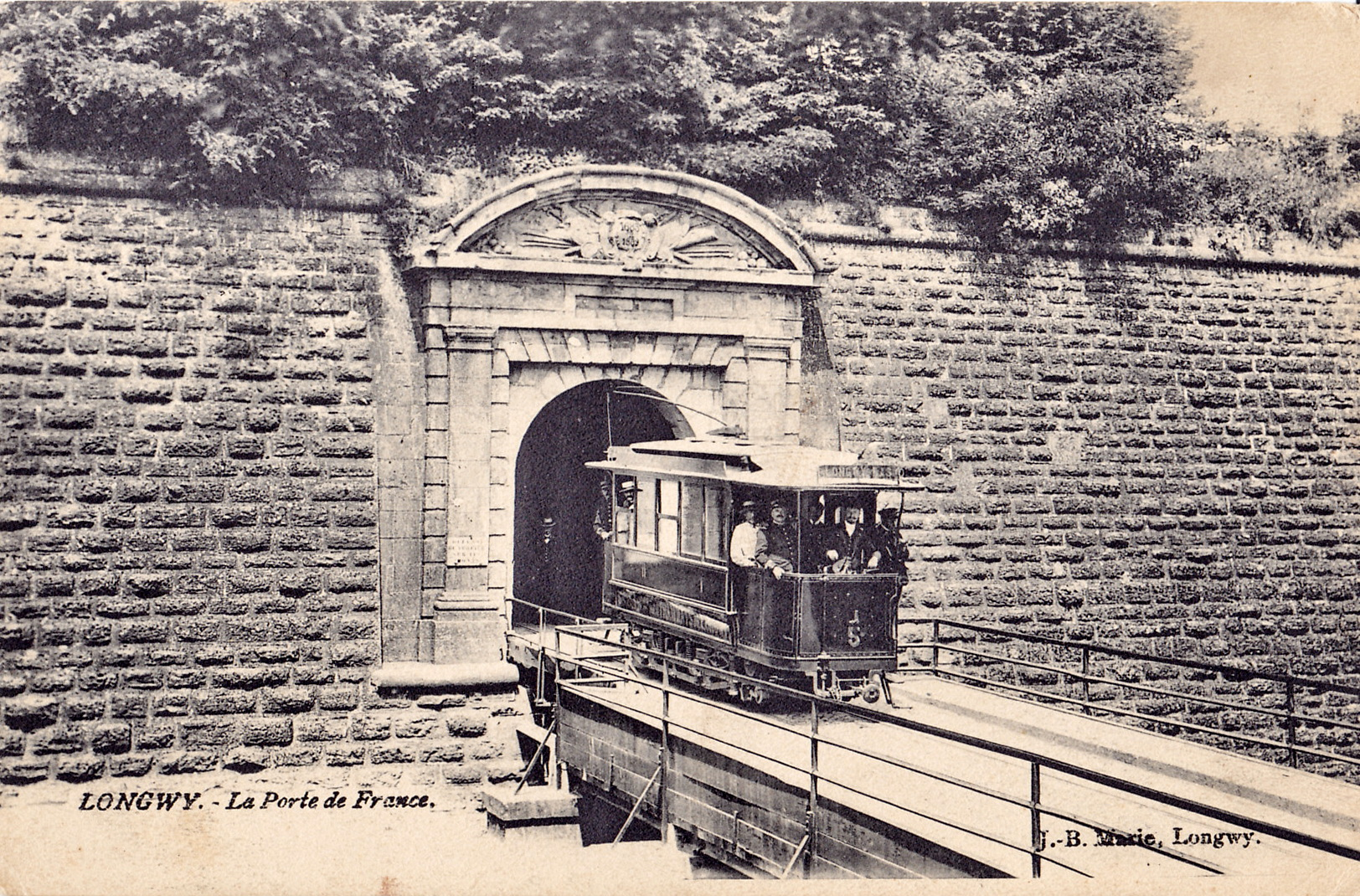
Une motrice passe Porte de France, avant la Première Guerre mondiale

Le réseau de tramway de Longwy est un ancien réseau de transport urbain qui a desservi la ville de Longwy (Meurthe-et-Moselle) de 1901 à 1936.

## Histoire
Le réseau fut mis en service le 28 octobre 1901, conformément à la concession de 75 ans qui avait été rétrocédée à la Société des Tramways de Longwy et extensions par le décret du 3 juin 1902.
La compagnie, créée le 18 juillet 1897 (statuts déposés chez Mes Person et Féry, notaires à Longwy), était l'émanation de la bourgeoisie locale : ses représentants lors de la signature de la convention de rétrocession étaient un ancien maire de la ville, Eugène Ladret, et le maire du moment, Félix Féry. Son siège était, en 1928, rue du Tramway à Longwy-Bas, mais le siège administratif de trouvait 54 rue de la Boétie à Paris.
Les tramways de Longwy sont passés en 1912 sous le contrôle de la Société de l'Union Gazière et Électrique.
La Première Guerre mondiale vit une interruption de service dès 1914, accompagnée d'importantes destructions de l’infrastructure.

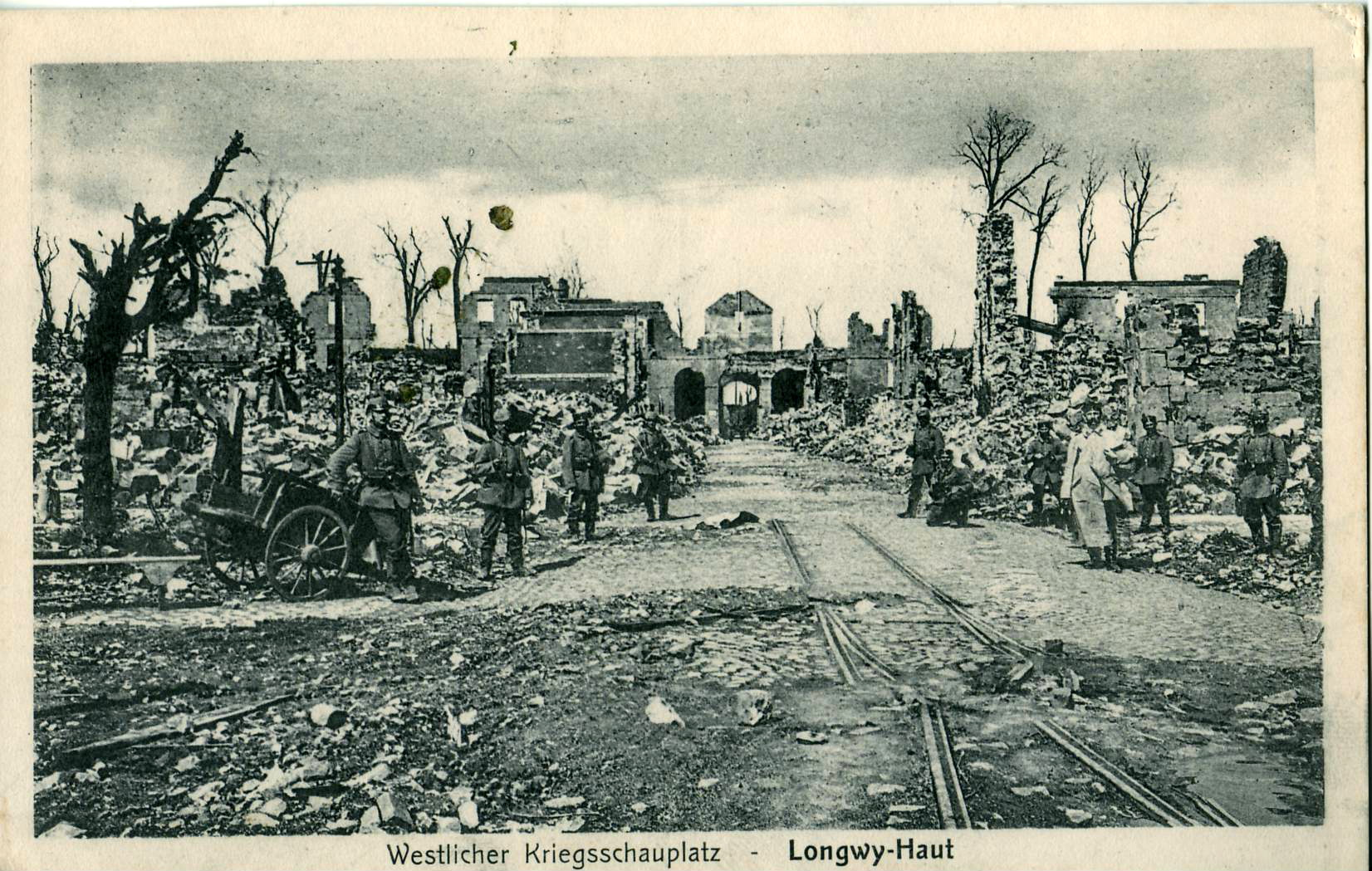
Longwy-Haut détruit, en 1914. On distingue les restes de la voie de tramway

La ligne de Mont-Saint-Martin fut remise en service le 7 mai 1923, et celle de Longwy intramuros en 1927, avec des modifications de tracé,.
Il cessa de fonctionner le 7 avril 1936 et fut remplacé par un service d'autobus.

## Infrastructure

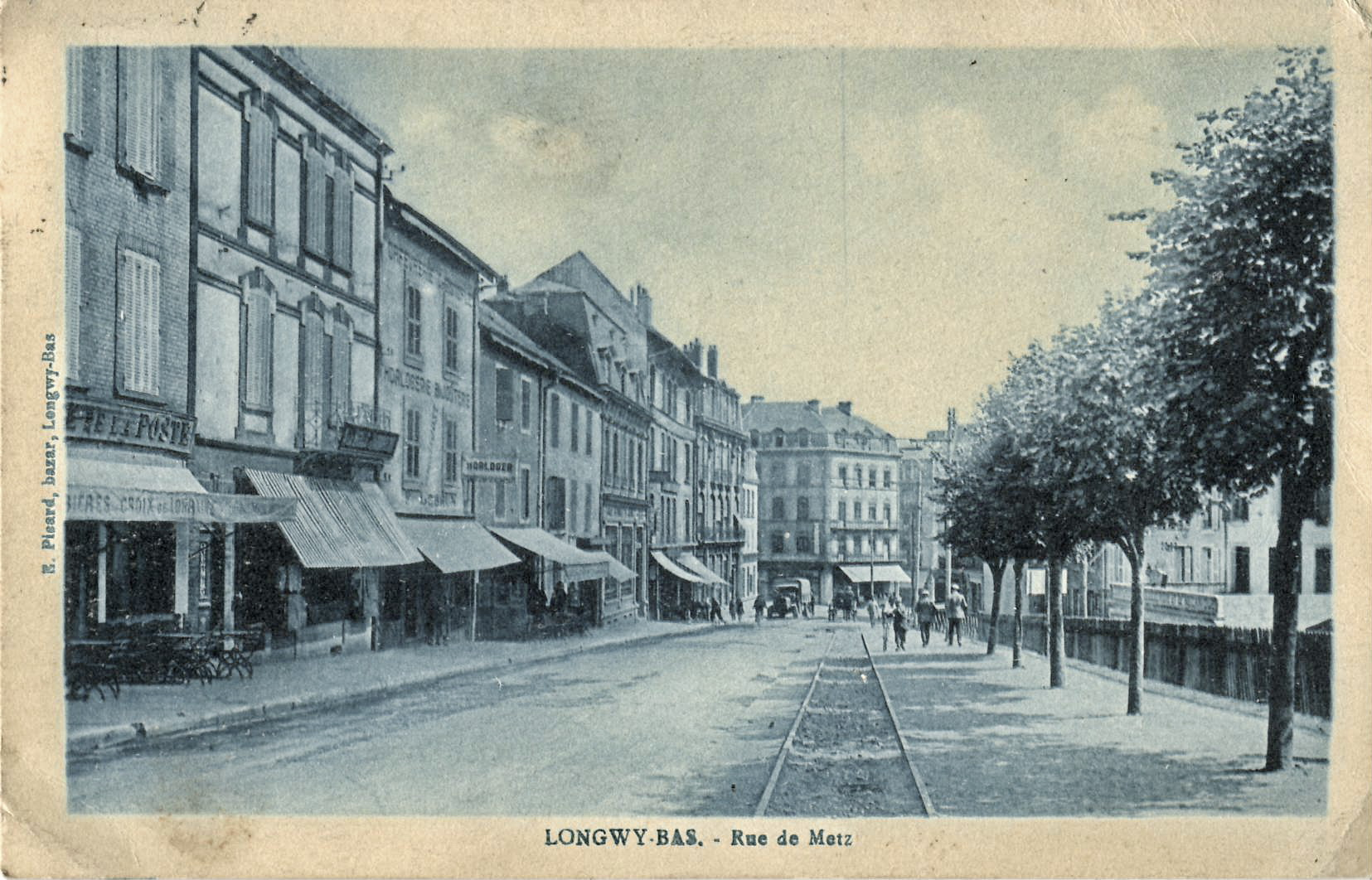
La voie unique, en rails vignole, rue de Metz après la Première Guerre mondiale

Le réseau, à voie métrique, comprenait deux lignes à voie métrique, électrifiées. Leur tracé était le suivant, selon la toponymie de l'époque :
- Longwy-Bas à Longwy-Haut (3 km) : Origine place de la gare de Longwy, routes nationales nos 52 et 18, pour aboutir à la Place d'Armes de Longwy-Haut
- Longwy-Bas - Gouraincourt - Mont-St-Martin (3 km) : Après un tronc commun avec la première ligne, chemin de grande communication n°3 bis, chemin d'intérêt commun n°82 jusqu'à la gare du Mont-Saint-Martin[1],[8], les deux gares de Longwy et de Mont-Saint-Martin se trouvant sur la ligne de Longuyon à Mont-Saint-Martin (vers Athus).

En 1928, la voie était armée de rails Broca de 36 kg/m. et de rails Vignole de 25 kg/m., avec des courbes de rayon minimal de 25 m et des rampes maximales de 100 ‰, permettant de passer de 255 m. d'altitude à Longwy-Bas à 385 m. à Longwy-Haut.

## Exploitation
Le réseau fut exploité dès sa création en traction électrique, grâce à l'énergie que produisait le concessionnaire.
Toutefois, le décret du 28 janvier 1927 autorisa la compagnie à cesser de produire sa propre énergie et à s'approvisionner auprès d'un producteur d'électricité.

### Matériel roulant
À l'origine de l'exploitation, le concessionnaire disposait de cinq motrices à plates-formes ouverte et prise de courant par perche, ainsi que de deux remorques.
En 1927, l'Annuaire des Chemins de fer et tramways mentionnait que le réseau disposait de :
- 5 automotrices de 8 T, à 32 places ;
- 2 remorques à 36 places ;
- 1 fourgon à bagages[4]

## Matériels et vestiges préservés
Une rue du Tramway à Longwy commémore ce réseau.

## Sources